# 예카르마섬
예카르마섬(러시아어: о.Экарма, 일본어: 越渇留磨島 에카루마토[*])는 쿠릴 열도 북부, 시아시코탄섬에서부터 예카르마 해협을 사이에 둔 북서 약 5 해리에 위치하는, 동서 약 7.4 km, 폭 5.5 km의 섬이다. 해발은 1179m이고 일본이 지배했을 때에는 홋카이도 슈무슈군에 속했다. 현재 러시아의 사할린주에 속해 있다. 일본 정부는 소속 미정이라고 주장하고 있다.